# Águas de Lindóia (ort)
Águas de Lindóia är en ort i Brasilien.   Den ligger i kommunen Águas de Lindóia och delstaten São Paulo, i den sydöstra delen av landet, 800 km söder om huvudstaden Brasília. Águas de Lindóia ligger 901 meter över havet och antalet invånare är 18 805.
Terrängen runt Águas de Lindóia är lite kuperad. Runt Águas de Lindóia är det ganska tätbefolkat, med 72 invånare per kvadratkilometer.. Närmaste större samhälle är Itapira, 19,9 km väster om Águas de Lindóia.
Omgivningarna runt Águas de Lindóia är huvudsakligen savann.